# يانغ نا
يانغ نا (بالصينية: 楊納) هي نحّاتة صينية، ولدت في 9 أكتوبر 1982 في ميانيانغ في الصين.